# Higher and Higher
Higher and Higher (Brasil: A Lua a Seu Alcance / Portugal: Milionários de Ocasião) é um filme norte-americano de 1943, do gênero comédia musical, dirigido por Tim Whelan e estrelado por Michèle Morgan, Jack Haley e Frank Sinatra.